# Juan Segura Gutiérrez

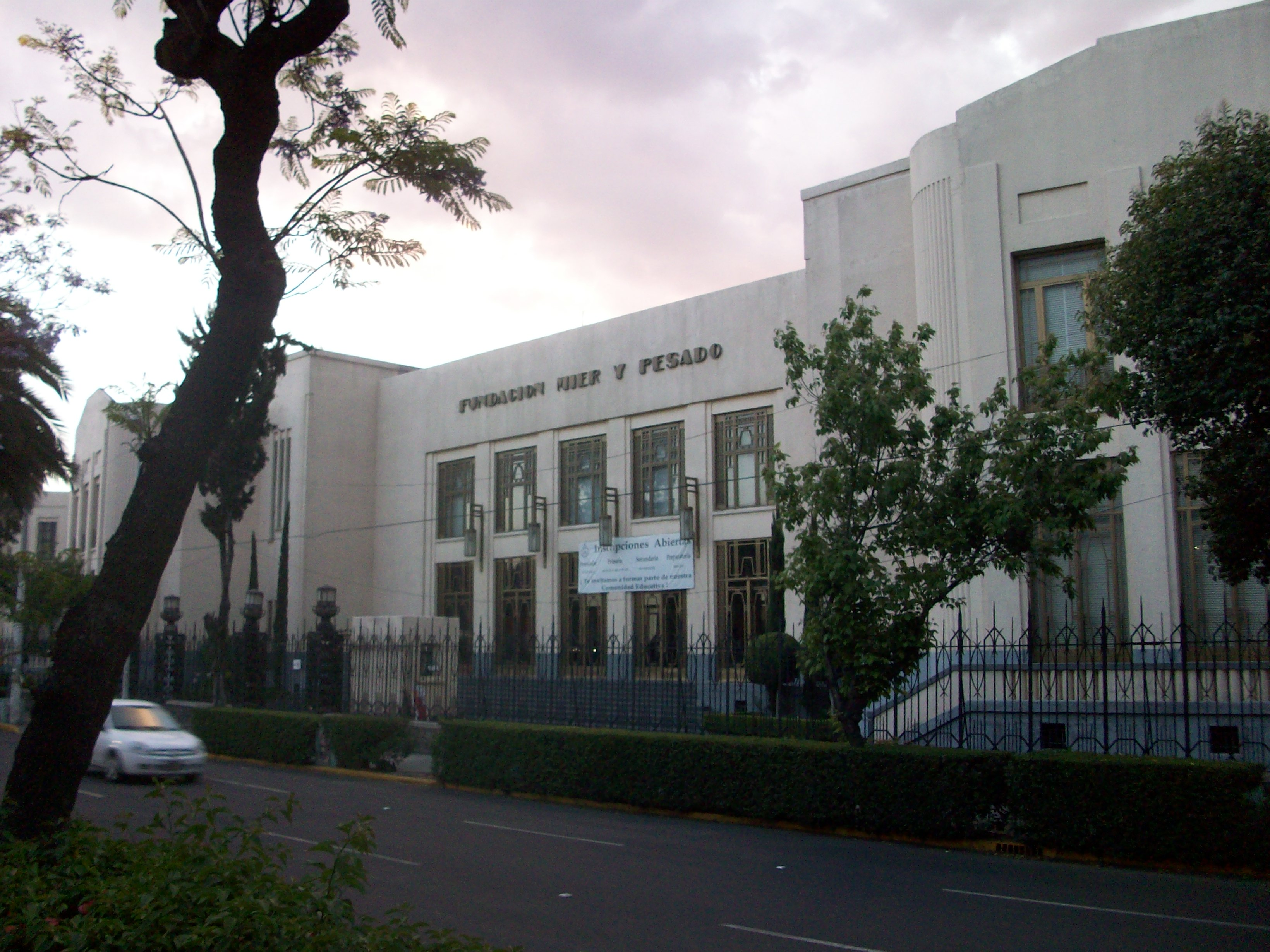
Fachada del Instituto Mier y Pesado, para niñas.

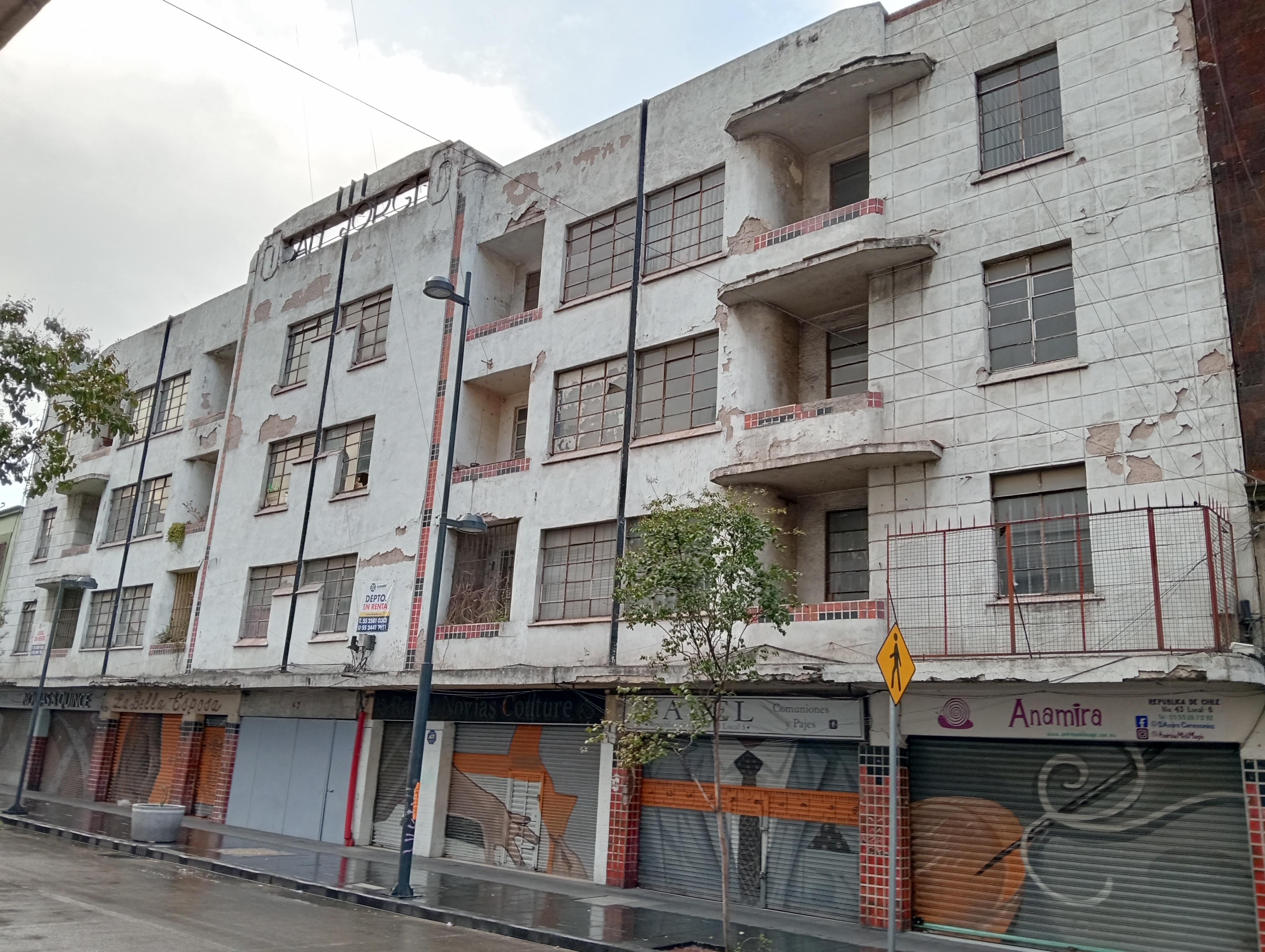
Edificio San Jorge

Juan Segura Gutiérrez (Ciudad de México, 23 de junio de 1898-1989) fue un arquitecto mexicano.

## Reseña biográfica
Su formación de arquitecto, dada su buena posición económica, la realizó en la antigua Academia de San Carlos, a la que ingresó en 1917, es decir, a los 19 años, y terminó en 1921, titulándose dos años después. Entre sus profesores, estuvieron Juan Amador, Francisco Centeno, Eduardo Concha, el ingeniero José A. Cuevas, Montero del Collado, Gómez Echeverría, el célebre Carlos Lazo, Eduardo Macedo, Juan Martínez del Cerro, Carlos Peña, Luis Serrano y el francés Paul Dubois.
Con este último trabajó colaborando, entre 1921 y 1923, en el diseño de El Palacio de Hierro. Después, en 1927 trabajó en el proyecto y construcción del orfanatorio de San Antonio y Santa Isabel, como ayudante del arquitecto Manuel Cortina.
Por ese tiempo la Fundación Mier y Pesado, una fundación de beneficencia propiedad de familiares paternos de Segura Gutiérrez, se convirtió en su mecenas; encargándole, con total libertad en el diseño, varios edificios y casas destinadas a la renta. Así, construyó en varias colonias de la Ciudad de México, entre las que destacan Tacubaya, Santa María la Ribera, San Rafael y la Colonia Guerrero.
En la colonia Santa María la Ribera, por ejemplo, se encuentra el Edificio de departamentos Rosa, construido en 1927. Este cuenta con dos niveles y en la planta baja hay accesorias para el comercio. En 1930 construyó el edificio de Chilpancingo 8 en la Colonia Hipódromo Condesa y la casa de Praga 27 en la colonia Juárez.
Entre sus obras más destacadas están: el edificio De Sadi Carnot 110, proyectado en 1928; el Conjunto Isabel, en honor a Isabel Pesado, del año 1929 y el edificio Ermita, iniciado en 1930 y totalmente terminado dos años después. En él Segura Gutiérrez incorporó el Cine Hipódromo, y con ello remarcó su patrón plurifuncional, pues en sus obras se manifiesta el juego entre el espacio y las necesidades de sus clientes, que en general beneficia a los usuarios del inmueble.
En 1942 construye el edificio San Jorge, en la calle República de Chile número 43 del Centro Histórico de la Ciudad de México. Posteriormente, entre los años de 1944 y 1945 fue nombrado jefe de zona de Sinaloa por el Comité Administrador del Programa Federal para la construcción de Escuelas (CAPFCE). En ese estado construyó tres escuelas.
Luego, a su regreso a la Ciudad de México, empezó un periodo de intensa actividad. Trabajó en el proyecto de la Universidad de Guanajuato, con el arquitecto Vicente Urquiaga, después colaboró en el edificio de Eugenia 168, con el arquitecto Fernando Dávila. Junto con Carlos Mijares proyectó la fábrica de Vehículos Automotores Mexicanos. Para el año de 1967, forma parte de la Oficina de Alineamientos y Números Oficiales del Dirección de Obras Públicas. Y en 1982 participó en el concurso para la nueva sede del Colegio de Arquitectos de México.

## Algunos aspectos de su vida personal
Como hombre de su tiempo, se entregó con especial interés a las más variadas empresas o pasatiempos: como el Canotaje y todas las actividades acuáticas; inclusive adquirió de la Segunda Guerra Mundial un Anfibio, del cual se contaban, entre el Jet-Set mexicano las más pintorescas anécdotas, como aquella en la que metido en promover y levantar el interés de algunos empresarios en las actividades potenciales en el Lago de Tequesquitengo, Estado de Morelos, convocó a una serie de personalidades y "empistolados" de la época, los subió a su Anfibio (recién salido del taller, ignorando que ahí le habían quitado para limpieza interna los tapones de drenaje y que faltaba uno) y partió del muelle hacia el centro de la Laguna. A medida que avanzaba, comenzó a notar un casi imperceptible hundimiento del vehículo, el cual ignoró y continuó su navegación, mientras explicaba a los invitados de a bordo las perspectivas y bondades de su proyecto, y, sobre todo, la importancia de ser ellos los primeros en invertir en él. Sin embargo, no tuvo tiempo de acabar su exposición porque súbitamente la flotabilidad del anfibio entró en crisis. Y todos comenzaron a gritar, porque se precipitaban hacia el agua fatalmente. El Arquitecto Segura, como buen Capitán, dio la orden de abandonar la embarcación e indicó a sus invitados el sitio de los salvavidas y esperó. No por heroísmo, sino -se dice- que para ver hacia donde debía él saltar en sentido contrario y huir de sus pistolas... (5)
Así como la navegación, se involucró en la Minería, adquiriendo temporalmente "a medias", la Licencia de Explotación de la Mina de la Valenciana (plata y oro), en el Estado de Guanajuato, aventura que no terminó nada bien y que sólo se vino a sumar al Curriculum de su inquieta naturaleza. Como aquella, incursionó también como promotor -y participante- en las célebres Carreras de Motos a campo traviesa, que cada fin de semana se realizaron por años en los húmedos y lodosos Llanos de la Marquesa, Estado de México, a bordo de una Harley-Davidson India (2.60mts aprox. de longitud). (5) 
Impulsor y constructor de Go-Karts, en el Kartódromo de la Colonia Nápoles, patrocinando a varios jóvenes valores del volante -entre los que destacaba el hijo de un famoso líder obrero, con cuya madre, Juan Segura sostuvo una larga relación sentimental. (5)
Piloto de Planeadores; Pintor de Acuarelas; Funcionario del Sistema de Transporte Colectivo Metro, del Distrito Federal; amante de las Bellas Artes -introdujo en la arquitectura mexicana el art déco, presente en casi toda su obra, lo que lo sitúa a la altura de Juan O´Gorman y Juan Legarreta-  y maestro de varias generaciones de arquitectos y artistas. (5)  
Muere en el año de 1989.
Su archivo se resguarda en el Archivo de Arquitectura Mexicana Moderna y Cultura Visual del siglo XX.

## Obras
- Edificio Ermita
- Conjunto Isabel en Avenida Revolución 121
- Instituto Mier y Pesado en Calzada de Guadalupe 540, Colonia Industrial
- Edificio de la fundación Mier y Pesado en la calle 5 de mayo 27 esquina con Bolívar, en el Centro histórico de la Ciudad de México
- Edificio San Jorge en la calle República de Chile 43, en el Centro histórico de la Ciudad de México
- Edificio en la calle Sadi Carnot 110, en la colonia San Rafael
- Diseño del Deportivo Venustiano Carranza, en la colonia del Parque
- Edificio en la esquina de las calle Eligio Ancona 190 esquina con Sabino, en la colonia Santa María la Ribera
- Edificio en la esquina de las calle Violeta 35 esquina con Zarco, en la colonia Guerrero
- Edificio en la calle de Chilpancingo 8, en la colonia Hipódromo Condesa
- Casa en la calle de Praga 27, en la colonia Juárez.
- Edificio en la calle de Havre 83, en la colonia Juárez.